# Atletica leggera ai Giochi della XXI Olimpiade - Lancio del disco maschile

Video della Finale (il lancio vincente di Wilkins)

Video della Finale (il miglior lancio dei primi tre classificati)

Il lancio del disco ha fatto parte del programma maschile di atletica leggera ai Giochi della XXI Olimpiade. La competizione si è svolta nei giorni 24 e 25 luglio 1976 allo Stadio Olimpico (Montréal).

## Presenze ed assenze dei campioni in carica
| Competizione      | Atleta         | Prestazione | Montréal 1976 |
| ----------------- | -------------- | ----------- | ------------- |
| Monaco 1972       | Ludvík Daněk   | 64,40 m     | Presente      |
| Commonwealth 1974 | Robin Tait     | 63,08 m     | Assente       |
| Europei 1974      | Pentti Kahma   | 63,62 m     | Presente      |
| Asiatici 1974     | Jalal Keshmiri | 56,82 m     | Non selez.    |
| Panamericani 1975 | John Powell    | 62,36 m     | Presente      |

Il 1º maggio lo statunitense Mac Wilkins stabilisce il nuovo record mondiale con 70,86 m. Si qualifica ai Giochi il mese dopo vincendo i Trials con 68,32 m.

## Risultati

### Turno eliminatorio
Qualificazione60,00 m
Ben 15 atleti ottengono la misura richiesta.

La miglior prestazione appartiene a Mac Wilkins (USA), con 68,28 il nuovo record olimpico.

### Finale
I migliori 8 classificati dopo i primi tre lanci accedono ai tre lanci di finale.

Mac Wilkins, primatista mondiale, ha migliorato il primato olimpico già nel turno di qualificazione.

In finale non va oltre 67,50, ma vince con oltre un metro di vantaggio sul tedesco orientale Wolfgang Schmidt (66,22).

Giunge sesto il campione europeo Pentti Kahma con 63,12. Ancora più indietro il campione olimpico uscente Ludvík Daněk, che si classifica nono con 61,28.
| Pos | Paese        | Atleta           | Misura  |
| --- | ------------ | ---------------- | ------- |
|     | Stati Uniti  | Mac Wilkins      | 67,50 m |
|     | Germania Est | Wolfgang Schmidt | 66,22 m |
|     | Stati Uniti  | John Powell      | 65,70 m |